# La Cadière-et-Cambo
La Cadière-et-Cambo är en kommun i departementet Gard i regionen Occitanien i södra Frankrike. Kommunen ligger i kantonen Saint-Hippolyte-du-Fort som tillhör arrondissementet Le Vigan. År 2022 hade La Cadière-et-Cambo 229 invånare.

## Befolkningsutveckling
Antalet invånare i kommunen La Cadière-et-Cambo
Referens:INSEE